# بیگانه (فیلم ۲۰۰۳)
بیگانه (انگلیسی: The Foreigner) یک فیلم اکشن و دلهره‌آور آمریکایی محصول سال ۲۰۰۳ با بازی استیون سیگال است. این فیلم به‌طور کامل در ورشو، لهستان فیلم‌برداری شد و اولین فیلم از سری فیلم‌های ویدئویی بود که با بازی سیگال از سال ۲۰۰۳ تا ۲۰۰۹ منتشر شد. از بازیگران این فیلم می‌توان به استیون سیگال، آنا-لوئیس پلومن، گری ریموند، جفری پیرس، و مکس رایان اشاره کرد. قسمت دوم این فیلم با عنوان اصلی سپیده‌دم سیاه در سال ۲۰۰۵ منتشر شد.

## داستان
جاناتان کلد باید بسته‌ای از طرف یک کارفرمای مرموز را منتقل کند. بسته‌ای که او را با باند خرابکاران درگیر می‌کند.

## بازخوردها
این فیلم مستقیماً به صورت ویدیویی بدون دریافت نمایشنامه منتشر شد.
- فیلم به دلیل داستان مزخرف، بازی ضعیف، فقدان هنرهای رزمی سیگال و فیلمسازی بی‌کیفیتش مورد انتقاد قرار گرفت.
- در راتن تومیتوز دارای رتبه تأیید صفر ٪ بر اساس بررسی‌های ۵ منتقد است.[۴]
- در بانک اطلاعات اینترنتی فیلم‌ها بر اساس رای ۷٫۵۰۰ کاربر این فیلم دارای امتیاز ۳٫۴ از ۱۰ می‌باشد.